# 山崎勝己
山崎 勝己（やまざき かつき、1982年8月16日 - ）は、兵庫県伊丹市出身の元プロ野球選手（捕手）。右投右打。

## 経歴

### プロ入り前
小学生時代には、中島裕之とのバッテリーで全国大会に出場。小学生の頃、阪神の抑えだった田村勤にサインをもらった。
報徳学園高等学校へ進学、在学中は1年次の第80回全国高等学校野球選手権記念大会にメンバー入りしたが、試合出場はなかった。2000年度ドラフト会議で福岡ダイエーホークスから4位指名を受けて入団。入団当時の背番号は65。ちなみに、この年のドラフトでは、同じ伊丹市出身の幼馴染みで兵庫県立伊丹北高等学校に進んでいた中島も西武ライオンズから5位指名を受けて入団している。

### ダイエー・ソフトバンク時代

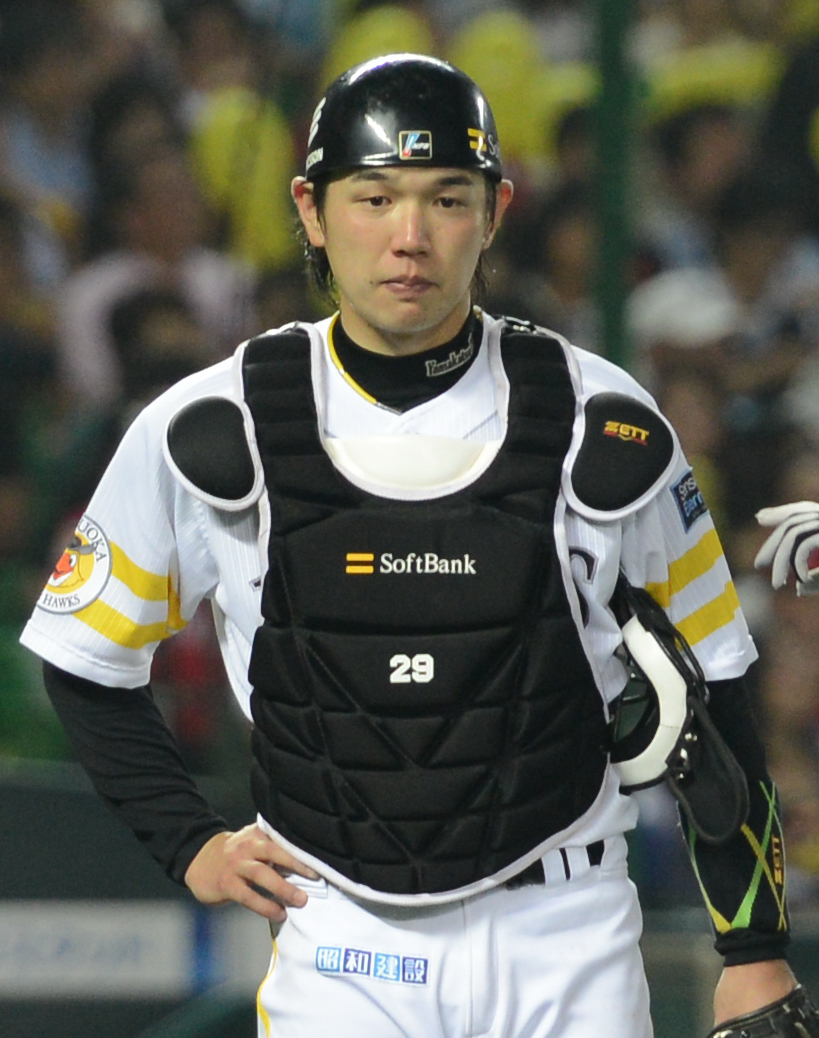
ソフトバンク時代（2012年5月23日、福岡Yahoo! JAPANドーム）

福岡ダイエーホークス時代の2001年から2004年までは二軍生活に終始。球団が現在の福岡ソフトバンクホークスになった2005年に背番号が62へ変わり、初めて一軍での公式戦に出場を果たし、2打数1安打でプロ初安打を記録した。この年のシーズン終了後には、正捕手の城島健司が、FA権の行使によってシアトル・マリナーズへ移籍している。
2006年には、城島の抜けた正捕手の座を的場直樹と競い合う格好で一軍に定着。5月9日の広島東洋カープ戦では、栗原健太の打ったファウルチップを顔面に受けた衝撃で、3本の前歯が折れた。応急処置したチームトレーナーは病院へ行くように告げるが山崎は、痛み止めを服用せずに止血処置だけで再びグラウンドに登場。この試合で決勝打を打つとともに、捕手としても先発・新垣渚の完封劇を演出した。また、同月20日の東京ヤクルトスワローズ戦では、一軍公式戦での初本塁打を記録。シーズン通算では、公式戦105試合に出場した。
2007年には、2年続けて一軍公式戦に100試合以上出場。その一方で、盗塁阻止率では、12球団ワーストの.145を記録した。
2008年には、打撃が振るわなかったことなどから、公式戦の出場は60試合にとどまった。後半戦には、髙谷裕亮にレギュラーの座を明け渡している。
2009年には、一軍の公式戦で自身初の三塁打を記録。しかし、山崎より打撃で勝る田上秀則が正捕手に定着したため、シーズン通算では30試合の出場に終わった。
2010年は、開幕スタメンこそ逃すが、田上の不調からスタメンで出場する試合が増加。4月16日の東北楽天ゴールデンイーグルス戦で3安打4打点と活躍したり、プロ10年目で福岡Yahoo! JAPANドームで初本塁打を打つなど、打撃面での好調を受けて正捕手の座を奪還する。6月には、左膝内側半月板損傷で戦線を離脱。この離脱を受けて、球団では中日ドラゴンズから清水将海を急遽獲得したが、山崎は8月に一軍への復帰を果たした。シーズン通算では、打撃面で打率.210、18打点と、2006年に次ぐ好成績を記録。一軍公式戦ではシーズン自己最多となる2本塁打（いずれも福岡Yahoo! JAPANドーム）を打ったほか、盗塁阻止率も過去最高の.314（リーグ4位）を記録した。
2011年は一軍の公式戦ではシーズンを通じて、この年に西武からFA権の行使で移籍してきた細川亨との併用策が執られた。この起用は山崎がソフトバンクに在籍した2013年まで続いた。中日との日本シリーズ第7戦ではマキシモ・ネルソンからダメ押しとなる適時打を放ち、日本一に貢献した。
2012年に背番号を62から29へ変更。
2013年には、前年に続いて開幕から細川と併用されたが、スタメンマスクを任された6月6日の横浜DeNAベイスターズ戦（横浜スタジアム）で3年ぶりの本塁打を記録。シーズン中の6月24日には、国内FA権を取得した。しかし、91試合に出場しながら先発出場が42試合にとどまったことから、「一野球選手として他球団の評価も聞いてみたい。試合に出たい。先発でも出たい」という理由でシーズン終了後に国内FA権の行使を表明した。

### オリックス時代
FA権の行使を宣言してからは、ソフトバンクに加えて、捕手陣の強化を求める地元・関西のオリックス・バファローズと交渉。その結果、11月29日にオリックスが山崎の獲得を発表した。なお、背番号は山崎の希望で、ソフトバンク時代の2005年から2011年まで付けていた62を再び付けることになった。
2014年は相性の良さからブランドン・ディクソンが先発する試合においてスタメンマスクをかぶることが多く、正捕手伊藤光を支える二番手捕手として60試合に出場した。また同年12月5日に中島裕之のオリックス入団が決まったため、山崎と中島はバッテリーを組んでいた小学生時代以来、約20年ぶりに再びチームメイトになった。
2015年は出番が増え79試合に出場。打率を前年から1割近く上げた。
2016年は開幕一軍に入り前半はスタメンマスクの機会もあったが、若月健矢の台頭もあり後半は二軍暮らしが続いた。オフに年俸の減額制限を越える66%ダウンの提示を受けたがオリックスに残留した。
2017年、開幕二軍スタートとなるも伏見寅威との入れ替えで4月15日に初昇格した。その後は一軍と二軍を行き来し17試合の出場にとどまったが、主に松葉貴大が先発する試合で先発マスクを被った。年俸は現状維持で更改。
2018年、開幕二軍スタートとなるも伊藤光との入れ替えで4月18日に昇格。金子千尋や中盤からは山岡泰輔とバッテリーを組み、最終盤まで帯同しオリックス移籍後最多の81試合に出場した。
2020年はシーズン中盤に一軍昇格を果たすも、打席に立つ機会がなく、出場も僅か1試合に終わり、再び二軍落ちすると、11月4日に同年限りでの現役引退が発表された。11月6日の対日本ハム戦が引退試合となった。自身は守備のみの出場を予想しており、打席に立つことを諦めていたが、監督の中嶋聡の計らいで8回裏に代打で出場。2球目を打って三ゴロに終わった。そのまま9回表もマスクを被り、二死から二塁打を打たれてピンチに陥るも、最後の打者を抑えて試合に勝利した。ウイニングボールはこの日プロ初勝利を挙げた宮城大弥に渡している。試合後は同じく引退を表明していた小島脩平、松井佑介と共に球場を一周し、バッテリーを組んだ比嘉幹貴、ブランドン・ディクソンから花束を手渡された。最後はチームメイトから自身が捕手として守ったホームベース上で胴上げされた。

### 現役引退後
2021年からオリックスのバッテリーコーチに就任した。

## 選手としての特徴・人物
巧みなリードと捕球の安定感が武器の捕手。ソフトバンク時代は2006年から正捕手として2年連続で100試合以上に出場。オリックス時代は主に二番手捕手としてチームを支えた。
ソフトバンク時代は杉内俊哉、オリックス時代はブランドン・ディクソンの専属捕手を務めた。
ベテラン選手になってからも近寄りがたさを出さず、高卒1年目の選手ともまるで友達のように接するなど人格者として慕われた。
同郷の幼馴染みである中島裕之とは仲が良く、2014年のオフに中島がアメリカから日本球界に復帰する際は、山崎自らオリックスに誘い、中島がオリックス入りする一因になった。

## 詳細情報

### 年度別打撃成績
| 年 度      | 球 団        | 試 合 | 打 席 | 打 数 | 得 点 | 安 打 | 二 塁 打 | 三 塁 打 | 本 塁 打 | 塁 打 | 打 点 | 盗 塁 | 盗 塁 死 | 犠 打 | 犠 飛 | 四 球 | 敬 遠 | 死 球 | 三 振 | 併 殺 打 | 打 率 | 出 塁 率 | 長 打 率 | O P S |
| ---------- | ------------ | ----- | ----- | ----- | ----- | ----- | -------- | -------- | -------- | ----- | ----- | ----- | -------- | ----- | ----- | ----- | ----- | ----- | ----- | -------- | ----- | -------- | -------- | ----- |
| 2005       | ソフトバンク | 3     | 2     | 2     | 0     | 1     | 0        | 0        | 0        | 1     | 0     | 0     | 0        | 0     | 0     | 0     | 0     | 0     | 1     | 0        | .500  | .500     | .500     | 1.000 |
| 2006       | ソフトバンク | 105   | 284   | 245   | 17    | 56    | 7        | 0        | 1        | 66    | 19    | 1     | 0        | 19    | 2     | 17    | 1     | 1     | 72    | 3        | .229  | .279     | .269     | .549  |
| 2007       | ソフトバンク | 100   | 213   | 184   | 15    | 34    | 2        | 0        | 0        | 36    | 6     | 2     | 0        | 21    | 0     | 7     | 0     | 1     | 53    | 3        | .185  | .219     | .196     | .414  |
| 2008       | ソフトバンク | 60    | 111   | 97    | 5     | 13    | 3        | 0        | 0        | 16    | 7     | 0     | 0        | 8     | 1     | 5     | 0     | 0     | 21    | 0        | .134  | .175     | .165     | .340  |
| 2009       | ソフトバンク | 30    | 33    | 27    | 4     | 5     | 3        | 1        | 0        | 10    | 2     | 0     | 0        | 6     | 0     | 0     | 0     | 0     | 5     | 0        | .185  | .185     | .370     | .556  |
| 2010       | ソフトバンク | 77    | 236   | 205   | 12    | 43    | 9        | 0        | 2        | 58    | 18    | 0     | 0        | 16    | 1     | 11    | 2     | 2     | 71    | 2        | .210  | .256     | .283     | .539  |
| 2011       | ソフトバンク | 86    | 168   | 148   | 6     | 28    | 7        | 0        | 0        | 35    | 13    | 0     | 0        | 14    | 1     | 5     | 0     | 0     | 45    | 4        | .189  | .214     | .236     | .451  |
| 2012       | ソフトバンク | 85    | 98    | 86    | 6     | 17    | 6        | 0        | 0        | 23    | 2     | 0     | 0        | 6     | 0     | 6     | 0     | 0     | 22    | 0        | .198  | .250     | .267     | .517  |
| 2013       | ソフトバンク | 91    | 168   | 139   | 14    | 35    | 8        | 1        | 1        | 48    | 20    | 0     | 0        | 12    | 3     | 10    | 1     | 4     | 30    | 0        | .252  | .314     | .345     | .659  |
| 2014       | オリックス   | 60    | 79    | 65    | 3     | 7     | 1        | 0        | 0        | 8     | 4     | 0     | 0        | 11    | 0     | 2     | 0     | 1     | 20    | 0        | .108  | .147     | .123     | .270  |
| 2015       | オリックス   | 79    | 188   | 147   | 12    | 30    | 5        | 0        | 0        | 35    | 14    | 1     | 1        | 19    | 1     | 13    | 0     | 8     | 31    | 2        | .204  | .302     | .238     | .540  |
| 2016       | オリックス   | 43    | 80    | 66    | 2     | 10    | 1        | 0        | 0        | 11    | 0     | 0     | 0        | 11    | 0     | 3     | 0     | 0     | 16    | 0        | .152  | .188     | .167     | .355  |
| 2017       | オリックス   | 17    | 22    | 18    | 1     | 2     | 2        | 0        | 0        | 4     | 2     | 0     | 0        | 2     | 0     | 2     | 0     | 0     | 4     | 0        | .111  | .200     | .222     | .422  |
| 2018       | オリックス   | 81    | 104   | 92    | 6     | 19    | 4        | 0        | 0        | 23    | 5     | 0     | 1        | 8     | 0     | 4     | 0     | 0     | 21    | 2        | .207  | .240     | .250     | .490  |
| 2019       | オリックス   | 24    | 8     | 8     | 0     | 0     | 0        | 0        | 0        | 0     | 0     | 0     | 0        | 0     | 0     | 0     | 0     | 0     | 5     | 1        | .000  | .000     | .000     | .000  |
| 2020       | オリックス   | 2     | 1     | 1     | 0     | 0     | 0        | 0        | 0        | 0     | 0     | 0     | 0        | 0     | 0     | 0     | 0     | 0     | 0     | 0        | .000  | .000     | .000     | .000  |
| 通算：16年 | 通算：16年   | 943   | 1795  | 1530  | 103   | 300   | 58       | 2        | 4        | 374   | 112   | 4     | 2        | 153   | 9     | 85    | 4     | 17    | 417   | 17       | .196  | .245     | .244     | .489  |

### 年度別守備成績
| 年 度 | 球 団        | 捕手  | 捕手  | 捕手  | 捕手  | 捕手  | 捕手  | 捕手     | 捕手     | 捕手     | 捕手     | 捕手     |
| 年 度 | 球 団        | 試 合 | 刺 殺 | 補 殺 | 失 策 | 併 殺 | 捕 逸 | 守 備 率 | 企 図 数 | 許 盗 塁 | 盗 塁 刺 | 阻 止 率 |
| ----- | ------------ | ----- | ----- | ----- | ----- | ----- | ----- | -------- | -------- | -------- | -------- | -------- |
| 2005  | ソフトバンク | 3     | 4     | 0     | 0     | 0     | 0     | 1.000    | 0        | 0        | 0        | ----     |
| 2006  | ソフトバンク | 103   | 620   | 49    | 2     | 4     | 4     | .997     | 66       | 48       | 18       | .273     |
| 2007  | ソフトバンク | 99    | 533   | 34    | 10    | 2     | 0     | .983     | 62       | 53       | 9        | .145     |
| 2008  | ソフトバンク | 58    | 311   | 18    | 0     | 2     | 1     | 1.000    | 24       | 16       | 8        | .333     |
| 2009  | ソフトバンク | 29    | 101   | 9     | 0     | 1     | 0     | 1.000    | 13       | 9        | 4        | .308     |
| 2010  | ソフトバンク | 77    | 599   | 51    | 6     | 2     | 0     | .991     | 70       | 48       | 22       | .314     |
| 2011  | ソフトバンク | 86    | 468   | 33    | 6     | 2     | 0     | .988     | 59       | 52       | 7        | .119     |
| 2012  | ソフトバンク | 85    | 252   | 10    | 0     | 3     | 2     | 1.000    | 36       | 26       | 10       | .278     |
| 2013  | ソフトバンク | 91    | 333   | 39    | 4     | 4     | 1     | .989     | 58       | 45       | 13       | .224     |
| 2014  | オリックス   | 59    | 204   | 25    | 2     | 5     | 0     | .991     | 26       | 19       | 7        | .269     |
| 2015  | オリックス   | 79    | 386   | 43    | 2     | 2     | 3     | .995     | 44       | 32       | 12       | .273     |
| 2016  | オリックス   | 43    | 180   | 23    | 0     | 2     | 0     | 1.000    | 26       | 20       | 6        | .231     |
| 2017  | オリックス   | 16    | 52    | 2     | 0     | 0     | 0     | 1.000    | 4        | 3        | 1        | .250     |
| 2018  | オリックス   | 79    | 296   | 19    | 2     | 2     | 2     | .994     | 25       | 22       | 3        | .120     |
| 2019  | オリックス   | 24    | 41    | 1     | 1     | 0     | 0     | .977     | 1        | 1        | 0        | .000     |
| 2020  | オリックス   | 2     | 1     | 0     | 0     | 0     | 0     | 1.000    | 0        | 0        | 0        | ----     |
| 通算  | 通算         | 933   | 4381  | 356   | 35    | 31    | 13    | .993     | 514      | 394      | 120      | .233     |

- 各年度の太字はリーグ最高

### 記録
初記録
- 初出場：2005年8月7日、対東北楽天ゴールデンイーグルス16回戦（フルキャストスタジアム宮城）、7回表に的場直樹の代打で出場
- 初打席：同上、7回表に有銘兼久の前に空振り三振
- 初安打：同上、9回表に有銘兼久から中前安打
- 初先発出場：2006年4月1日、対東北楽天ゴールデンイーグルス2回戦（フルキャストスタジアム宮城）、9番・捕手で先発出場
- 初打点：2006年4月2日、対東北楽天ゴールデンイーグルス3回戦（フルキャストスタジアム宮城）、5回表に朝井秀樹から左前適時打
- 初本塁打：2006年5月20日、対東京ヤクルトスワローズ2回戦（明治神宮野球場）、5回表に藤井秀悟から右越ソロ
- 初盗塁：2006年7月13日、対オリックス・バファローズ11回戦（京セラドーム大阪）、2回表に二盗（投手：前川勝彦、捕手：的山哲也）

### 背番号
- 65（2001年 - 2004年）
- 62（2005年 - 2011年、2014年 - 2020年）
- 29（2012年 - 2013年）
- 74（2021年 - ）

### 登場曲
- 「Red Hot」ELLEGARDEN
- 「LOVEマシーン」モーニング娘。
- 「風歌」ロードオブメジャー
- 「ROCKET DIVE」hide with Spread Beaver
- 「PERFECT BLUE」Base Ball Bear
- 「徒然モノクローム」フジファブリック

## 関連情報

### CM出演
公共広告機構（現ACジャパン）「川崎選手、キーパーになる」（2008年、九州限定） - 川﨑宗則、大場翔太、松田宣浩と共演。